# Neoephedrus helichrysi
Neoephedrus helichrysi är en stekelart som beskrevs av Samanta, Tamili, Saha och Dinendra Raychaudhuri 1983. Neoephedrus helichrysi ingår i släktet Neoephedrus och familjen bracksteklar. Inga underarter finns listade i Catalogue of Life.